# Erebia progne
Erebia progne är en fjärilsart som beskrevs av Grum-grshimailo 1890. Erebia progne ingår i släktet Erebia och familjen praktfjärilar. Inga underarter finns listade i Catalogue of Life.